# Laimella vera
Laimella vera är en rundmaskart som beskrevs av Vitiello 1971. Laimella vera ingår i släktet Laimella och familjen Comesomatidae. Inga underarter finns listade i Catalogue of Life.